# Isla Frégate (San Bartolomé)
La Isla Frégate (en francés: Île Frégate) es una pequeña isla deshabitada en el Mar Caribe frente a la costa norte de San Bartolomé, una colectividad de ultramar de Francia. Isla Frégate está situada dentro de la Reserva natural nacional de San Bartolomé ( Réserve naturelle nationale de Saint-Barthélemy) , que se estableció en 1996 con el objetivo de conservar los arrecifes de coral, praderas de pastos marinos y la vida marina .
Isla Frégate es un cayo deshabitado en las antilla menores. Situado al norte de Saint Barthélemy , es una de sus islas satélites. Debido a su forma, Isla Frégate ha sido descrito como "islotes gemelos". Es la segunda más nororiental de una serie de islas, y se encuentra entre isla Chevreau y la Isla Toc Vers. Isla Fregate está situado 0,7 millas (1,1 kilómetros) al oeste de la isla Toc Vers, un "islote en punta".